# William Byrd
William Byrd, även Bird, Byrde, Byred, troligen född år 1543 i Lincolnshire, död 4 juli 1623 i Stapleford-Abbott, var en engelsk kompositör.
Han anses som den främste under den elisabetanska tiden och ses, tillsammans med John Bull och Orlando Gibbons, som den klassiska engelska virginalmusikens skapare och den egentlige grundaren av den engelska madrigalistskolan.

## Biografi
Byrd fick sin musikaliska fostran av Thomas Tallis, antingen som direkt elev eller som korsångare i Chapel Royal under Tallis ledning. Under 1563-1572 var Byrd organist i Lincolnkatedralen, blev medlem av Chapel Royal 1569 och från 1574 var han jämte Tallis dess organist. Byrd och Tallis erhöll 1575 ett privilegiebrev som gav dem ensamrätten till all nottryckning i det brittiska väldet. Vid Tallis död 1586, fick Byrd ensam förlagsmonopolet och senare övergick det till eleven Thomas Morley. Slutskedet av sitt liv tillbringade Byrd på sin egendom Stondon Place i Stapleford-Abbott i Essex. 

## Verk

### Körverk
- Canciones ... sacrae. Femstämmigt. 1575 tillsammans med Tallis.
- Psalmes, Sonnets and Songs of Sadness and Pietie... Femstämmigt. 1588.
- Songs of Sundrie Natures. Tre- till sexstämmigt. 1589.
- Liber primus respektive secundus sacrarum cantionum. Femstämmigt. 1591.
- Gradualia. Tre- till sexstämmigt. 1605-1607.
- Psalmes, Songs and Sonnets. Tre- till sexstämmigt. 1611.

Därtill tre mässor, anthems, motetter med mera.

### Instrumentalverk
120 kompositioner för virginal ingår i samlingsverken:
- Parthenia. 1611.
- My Ladye Nevells Booke. 1591.
- Fitzwilliam Virginal Book.

Därtill kammarmusik, kompositioner i luttabulatur med mera.